# Eohypsibius terrestris
Eohypsibius terrestris is een soort in de taxonomische indeling van de beerdiertjes (Tardigrada).
Het diertje behoort tot het geslacht Eohypsibius en behoort tot de familie Eohypsibiidae. De wetenschappelijke naam van de soort werd voor het eerst geldig gepubliceerd in 1988 door Ito.